# مستقبل لامين-بي
مستقبل لامين-بي هو بروتين يتم ترميزه في البشر بواسطة جين LBR.

## الوظيفة
ينتمي البروتين المشفر بواسطة هذا الجين إلى عائلة ERG4/ERG24. يتموضع في الغشاء الداخلي للغلاف النووي، ويربط الطبقة الشبكية والهيتروكروماتين بالغشاء. قد يساهم في التفاعل بين الكروماتين ولامين بي. وقد ارتبطت الطفرات في هذا الجين بخلل هيكلي وراثي متنحٍ يُعرف باسم "HEM/خلل التنسج الأخضر". لوحظ وجود وصلات جينية بديلة في هذا الموضع، وتم تحديد نسختين مشفرتين لنفس البروتين.

## الأهمية السريرية
تم الربط بين الجين وخلل التنسج الأخضر وكذلك شذوذ بلغر-هويت.

## التفاعلات
أظهرت الدراسات أن مستقبل لامين-بي يتفاعل مع CBX3 وCBX5. بالإضافة إلى ذلك، يتفاعل LBR مع RNA الطويل غير المشفر XIST في خلايا الفأر، ومن المحتمل أن يساعد في انتشار XIST على كروموسوم إكس في خلايا الجنين الأنثوية المميزة.

## قراءة إضافية
- وورمان إتش جي، يوان جي، بلوبي جي، جيورجاتوس إس دي (نوفمبر 1988). "مستقبل اللامين B في الغشاء النووي". وقائع الأكاديمية الوطنية للعلوم في الولايات المتحدة الأمريكية. ج. 85 ع. 22: 8531–4. Bibcode:1988PNAS...85.8531W. DOI:10.1073/pnas.85.22.8531. PMC:282492. PMID:2847165. {{استشهاد بدورية محكمة}}: Vancouver style error: بادئات in name 1 (مساعدة)
- سولام بي، وورمان إتش جي (مارس 1993). "المجال الطرفي الأميني لمستقبل اللامين B هو إشارة استهداف الغشاء النووي". مجلة بيولوجيا الخلية. ج. 120 ع. 5: 1093–100. DOI:10.1083/jcb.120.5.1093. PMC:2119726. PMID:7679672. {{استشهاد بدورية محكمة}}: Vancouver style error: بادئات in name 1 (مساعدة)
- ماروياما ك، سوجانو إس (يناير 1994). "القبة الأوليغو: طريقة بسيطة لاستبدال هيكل القمة الخاص بـ mRNA حقيقية النواة بأوليغوريبونوكليوتيدات". جين. ج. 138 ع. 1–2: 171–4. DOI:10.1016/0378-1119(94)90802-8. PMID:8125298. {{استشهاد بدورية محكمة}}: Vancouver style error: بادئات in name 1 (مساعدة)
- يي كيو، وورمان إتش جي (أبريل 1994). "تحليل البنية الأولية وربط DNA واللامين B لبروتين LBR البشري، وهو بروتين مدمج في الغشاء الداخلي للغلاف النووي". مجلة الكيمياء الحيوية. ج. 269 ع. 15: 11306–11. DOI:10.1016/S0021-9258(19)78126-5. PMID:8157662. {{استشهاد بدورية محكمة}}: Vancouver style error: بادئات in name 1 (مساعدة)
- يي كيو، وورمان إتش جي (يونيو 1996). "التفاعل بين بروتين مدمج في الغشاء الداخلي للغلاف النووي وبروتينات الكرومودوم البشرية المماثلة لـ HP1 في ذبابة الفاكهة". مجلة الكيمياء الحيوية. ج. 271 ع. 25: 14653–6. DOI:10.1074/jbc.271.25.14653. PMID:8663349. {{استشهاد بدورية محكمة}}: Vancouver style error: بادئات in name 1 (مساعدة)
- ويدنر كيه إل، مكنايل جاي إيه، لين إف، وورمان إتش جي، لورانس جي بي (مارس 1996). "التخصيص الكروموسومي لجينات بروتينات الغلاف النووي LMNA وLMNB1 وLBR باستخدام التهجين الفلوري في الموقع". جينوميكس. ج. 32 ع. 3: 474–8. DOI:10.1006/geno.1996.0146. PMID:8838815. {{استشهاد بدورية محكمة}}: Vancouver style error: بادئات in name 1 (مساعدة)

## وصلات خارجية
- lamin+B+receptor في المكتبة الوطنية الأمريكية للطب نظام فهرسة المواضيع الطبية (MeSH).